# Dos novias para un torero
Dos novias para un torero (denominada Dos charros y una gitana en México) es una coproducción hispano-mexicana de comedia estrenada el 6 de diciembre de 1956 en España y el 11 de abril de 1957 en México, dirigida por Antonio Román y protagonizada en los papeles principales por Paquita Rico, Licia Calderón, José Venegas y Manuel Capetillo.

## Sinopsis
La película narra la historia de Miguel Caballero, un torero mexicano que, tras casarse por poderes con Malena, una mujer a la que no ama, viaja hasta España en busca de una vida nueva. Allí conocerá a otra mujer por la que suspirará, una gitana que se dedica a bailar y cantar en un local flamenco. Será entonces cuando Miguel decida dejar a su mujer y buscar cualquier oportunidad para estar con su amada española.

## Reparto
- Manuel Arbó
- Xan das Bolas
- Dolores Bremón
- Licia Calderón
- Manuel Capetillo
- Jesús Colomer
- Amparo de Lerma
- María Victoria del Castillo
- Hebe Donay
- Ángel de Echenique
- José García Talavera
- José Ramón Giner
- Manuel Guitián
- José Isbert
- José María Labernié
- Goyo Lebrero
- Javier Loyola
- Paquita Rico
- Antonio Riquelme
- Blanca Suárez
- José Venegas
- Aníbal Vela
- Concha Velasco